# Harry Mayerovitch
 (novembre 2012).
Pour les articles homonymes, voir Mayo.
Harry Mayerovitch (Montréal, 1910 – 2004), aussi connu sous le pseudonyme de Mayo, est un artiste pluridisciplinaire canadien. Diplômé de la faculté des arts et de celle d’architecture de l’Université McGill, il est actif dans plusieurs domaines connexes tels le design graphique, l’écriture et l’urbanisme.

## Biographie
Harry Mayerovitch, né le 16 avril 1910, et mort le 16 avril 2004, est le fils ainé de Samuel et Clara Mayerovitch. Samuel, émigré de Roumanie vers le Canada en 1908, fait venir sa cousine Clara à Montréal et l’épouse en 1909. Le couple aura trois fils. Pauvre, c’est en 1912 que la famille déménage à Rockland en Ontario. Elle est alors la seule famille juive anglophone d’un village majoritairement catholique et francophone. L’insertion est difficile mais finira par se faire.
En 1929, Harry termine son baccalauréat en arts à l’Université McGill, à Montréal. Il entreprend par la suite des études à l’école d’architecture de la même université, pour obtenir son diplôme en 1933. Il obtient alors la bourse McLennan, lui permettant de faire un voyage en Europe l’année suivante. Il revient de son voyage avec assez de matériel pour présenter une première exposition, devient membre de l’Ordre des architectes du Québec et commence sa carrière d'architecte avec Alan Bernstein. 
En 1937, il épouse Lily Caplan, qui donne naissance à leurs quatre enfants : David, Nina, Robert et Julie.

## Champs de pratique professionnelle

### Architecture
Parmi les réalisations architecturales de Harry Mayerovitch, se trouvent notamment la résidence westmountaise de l’ancien premier ministre Brian Mulroney, ainsi que l’ancienne bibliothèque publique juive ayant été reconvertie en centre d’archivage au coin des rues Esplanade et Mont-Royal, à Montréal. Au centre-ville de Montréal, il a conçu l'édifice Sternthall, au 1435, rue St-Alexandre, et puis le City Center au 1450, rue City Councillors, qui présente une murale d'Alfred Pellan dans son hall d'entrée.
Durant plusieurs années, Mayerovitch se consacre à l’enseignement de l’architecture à l’Université Laval à Québec, puis à l’Université McGill à Montréal. Il publie en 1996 Cette Architecture qui nous parle... et façonne notre monde. un livre se penchant sur la relation entre l’homme et l’architecture. Il écrit, en introduction : « L’objectif de ce livre est d’explorer comment l’architecture accomplit des résultats positifs et comment elle peut simplifier, enrichir ou compliquer nos vies »

### Urbanisme
En tant qu’architecte, Mayerovitch s’intéresse notamment à la question de l’intégration urbaine de l’architecture. Il s’implique alors dans le domaine de l’urbanisme.
Après la Seconde Guerre mondiale, il se recentre sur sa profession d’architecte et s’implique auprès de plusieurs comités liés à l’urbanisme. En 1965, il devient vice-président du comité des citoyens de Montréal. En 1967, il est invité par le maire Teddy Kollek et se joint au « Jerusalem Commitee », un regroupement international ayant pour mandat d’agir comme conseiller pour la planification de la ville de Jerusalem.
En 1973, Mayerovitch publie son livre Overstreet. Cet ouvrage est une proposition de réforme de la planification urbaine.

### Arts graphiques

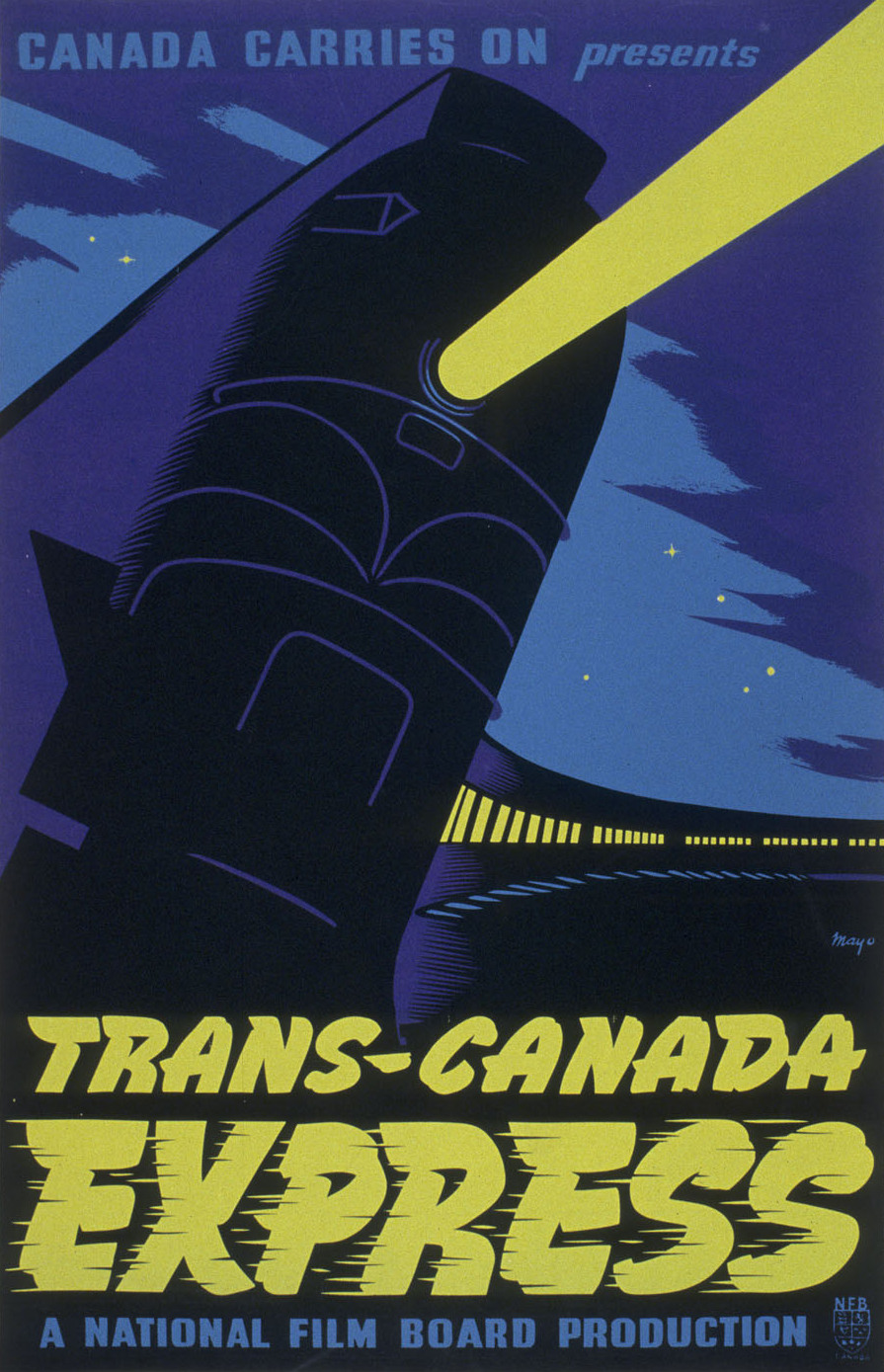
Affiche, Trans-Canada Express, 1944

« Le message doit s’illuminer dans le temps d’un clin d’œil, son sens doit exploser dans le cerveau. Il doit reproduire en miniature la crise qui lui a donné naissance. Cela entend la compression de l’idée à ses éléments essentiels – l’exclusion impitoyable du détail divertissant. »
- H. Mayerovitch.
La production graphique de Mayerovitch se situe principalement dans le contexte de la Seconde Guerre mondiale. En septembre 1939, le Gouvernement du Canada crée le Service de l’information publique. Le département de l’affiche de ce nouveau service fournit alors du matériel de propagande à d’autres départements, tels ceux du recrutement de l’armée, de la défense nationale, des approvisionnements et munitions, etc. En 1942, le contrôle du Service de l’information passe aux mains de la Commission de l’information de guerre. L’année suivante, John Grierson, qui dirige alors L’ONF depuis 1939, devient directeur général du Service de l’information sous la Commission de l’information de guerre. Ayant été en contact avec l’œuvre de Mayerovitch en 1940, il l’invite à se joindre à la division graphique de l’ONF. De 1942 à 1944, il travaille comme directeur artistique à Ottawa pour l’ONF et produit plusieurs affiches en liens avec la propagande de la Seconde Guerre mondiale. Il signe alors « Mayo » au bas des affiches. Deux d’entre elles remporteront les 1er et 3e prix d’Affiches de guerre Canadiennes en 1944.

### Dessin, peinture et sculpture
En 1939, Mayerovitch séjourne au Mexique, où il est influencé par l’œuvre de Diego Rivera et Jose Clemente. Il prend alors conscience de la portée sociale et politique de l’art. Au cours de sa carrière, il expérimente plusieurs disciplines artistiques, telles le dessin, la peinture et la sculpture.
En début de carrière, Mayerovtich produit des caricatures à teneur politique pour les pages éditoriales des journaux montréalais Montreal Standard et Le Jour. En 1973, il publie entre autres Twenty Drawings, un recueil d’œuvres témoignant de son amour pour les formes féminines. L’artiste explore alors divers médiums. La même année paraît The Other One, recueil de dessins présentant un témoignage amusant sous la forme d’un dialogue avec son alter ego. En 1993, il publie Kaput, un recueil de dessins à main levée représentant divers personnages dans diverses situations avec la tête séparée du corps. En 2000, Bernie est publié. Ce recueil de bande dessinée présente le même personnage dans des situations satiriques exposées en trois ou quatre tableaux. 2004 marque l’année de sa dernière publication : Way to Go évoque la mort avec un regard satirique.

## Publications
Au cours de sa vie, Harry Mayerovitch publie plusieurs essais, livres, bandes dessinées, recueils de croquis et de dessins, etc. Ces ouvrages témoignent de son implication dans plusieurs domaines théoriques et artistiques à travers les années.

### Théoriques
- 1973 : Overstreet, Harvest House, Montréal.
- 1996 : Cette architecture qui nous parle... et façonne notre monde, R. Davies, Montréal.

### Artistiques
- 1973 : Twenty Drawings, Rosenfield Print, Montréal.
- 1973 : The Other One, Harvest House, Montréal.
- 1973 : Once Over Lightly, Harry Mayerovitch, Westmount.
- 1987 : Jibes, Jabs & Jeers, Westmount Examiner, Montréal.
- 1993 : The Second Coming, Harry Mayerovitch, Westmount.
- 1993 : Kaput, Harry Mayerovitch, Westmount.
- 2000 : Bernie, Harry Mayerovitch, Westmount.
- 2004 : Way To Go, Drawn and Quarterly, Montréal[12].

## Expositions
Au retour de son voyage en Europe, il a assez de matériel pour monter une première exposition, qu’il présentera en 1935 à l’Art Association de Montréal. L’exposition présente les divers dessins et aquarelles réalisés lors de son voyage. En 1940, à la suite de son séjour au Mexique, il présentera ses nouvelles œuvres empreintes de l’influence de Rivera et Clemente à la Société d’art contemporain. Puis vient la période de la Seconde Guerre mondiale. Mayerovitch contribue alors à l’effort de guerre et n’a plus de temps à consacrer à des expositions. À la suite de la guerre, ses productions graphiques feront partie de diverses expositions aux États-Unis, en Israël et au Canada. En 1952, il est l’organisateur de l’Exposition d’art canadien aux Jeux olympiques de Helsinki. En 1960, après s’être recentré sur sa profession d’architecte, il monte une exposition d’art au Musée des beaux-arts de Montréal, qui souligne le bicentenaire du judaïsme Canadien. Il expose également son travail au début des années 1980 au Centre national des Arts à Ottawa.

## Honneurs et distinctions
- Premier et troisième prix au titre des Affiches de guerre Canadiennes, 1944.
- Prix Fellow, de l’Institut royal d’architecture du Canada, 1965.
- Professeur invité d’architecture aux Universités McGill et Laval.
- Membre de l’Académie royale des arts du Canada.